# Carl Gottlieb
Carl Gottlieb (Nueva York, 18 de marzo de 1938) es un guionista, actor y cómico estadounidense. Sus trabajos más célebres son el guion de la película Tiburón (1975), dirigida por Steven Spielberg, y el filme de bajo presupuesto El cavernícola (1981), escrito y dirigido por él.

## Primeros años
Carl Gottlieb nació en Nueva York, hijo de Elizabeth y Sergius M. Gottlieb, un ingeniero. Tras estudiar drama en la Universidad de Siracusa,en los años 1960 entró a formar parte de la compañía de teatro improvisacional de San Francisco «The Committee», en el seno de la cual apareció en una película, A Session with the Committee.

## Carrera
Gottlieb empezó a escribir guiones para televisión y contribuyó a los de The Bob Newhart Show, All in the Family y La extraña pareja. Asimismo, apareció como actor en el filme MASH de Robert Altman y en Clueless. En 1968 se unió al Gremio de Guionistas de Estados Unidos, en el que ha desempeñado diversos cargos y del que actualmente es secretario-tesorero. Gottlieb también coescribió las dos autobiografías de David Crosby: Long Time Gone (1989) y Since Then (2006).

### Tiburón
Gottlieb fue contratado para hacer el pequeño papel de Meadows en el filme Tiburón, de Steven Spielberg, pero el director también le pidió que reescribiera el guion para darle otra dimensión más humorística a los personajes. Después escribió The Jaws Log, sobre la accidentada filmación de la célebre película, un libro que el director Bryan Singer ha descrito como «la pequeña Biblia del director de cine».
También coescribió los guiones de Tiburón 2 y Tiburón 3-D. Además, Gottlieb es un asiduo de los eventos relacionados con Tiburón, pues aparece en el documental The Shark Is Still Working y acudió al JawsFest celebrado en Martha's Vineyard en junio de 2005 para celebrar las tres décadas de esta famosa película.